# 電報略号
電報略号（でんぽうりゃくごう）は、電報において定型的な語や文をコード化したものである。電報サービスを提供する側と利用する側のそれぞれで発案され、利用されている。

## 略号の大別
無線従事者が使用する略号
電信において労力を軽減する為等の目的で、利用頻度の高い語や定型文について略語が使用されている。規定のあるQ符号や法令の定める略符号（SOS等）と、自然に使用されるようになった（略符号に由来するものも多いが）、電信略語と呼ばれるもの（電信略号とも。例は無線用語を参照）がある。電報略号とはあまり言わない。電波法第58条がアマチュア無線局に禁止するところの「暗語」にはあたらない。
サービス提供者が提供する略号
電報サービスの提供者が、略号を用意している場合がある。#略号の一例でNTTが提供しているものを示す。
策定された略号
広く使われることを目的に、コード・ブックの形で刊行されたもの（英語ではCommercial code）や、電報を多用する組織が独自に定めたもの（#独自の略号）がある。
利用者のうちから誕生した略号
電報は料金体系が空白も含め1文字単位の従量制であるため、利用者同士の間でも、なるべく短い文字数で且つ正確に伝わるように工夫がなされた。

## 独自の略号
業務で電報を多用していた企業や団体では独自の略号を考案して使用していた。
気象官署用電報略号
気象台や観測所などとの連絡に使用する為の統一規格として誕生した。
鉄道電報略号
日本国鉄で全国的に決めたもの（現JRに継承）や、私鉄各社のもの。
商事電報略号
人事院電報略号
日本旅行協会電報略号

## 略号の一例
以下で示す略号は、NTTの文書に定められたものの抜粋である。「年賀を内容とする和文無線電報」用のものであり、現在、一般の通常電報では使用できない（電報サービス契約約款第23条「年賀を内容とする電報」による）。以前は通常の電報でも普段から使用でき、また、この他にも多数の慶事用等の略号が用意されていた（数十例ほどが長田順行『暗号』（ダイヤモンド社）に掲載されている（ハードカバー版では p. 134 ））。
| 略号   | 全文                                                                       | 意味                                                             |
| ------ | -------------------------------------------------------------------------- | ---------------------------------------------------------------- |
| 挨拶文 |                                                                            |                                                                  |
| イウフ | シンネンヲオイワイモウシアゲ、ヘイソノゴブサタヲオワビイタシマス           | 新年をお祝い申し上げ、平素のご無沙汰をお詫び致します             |
| イタテ | シンネンオメデトウゴザイマス、ヒゴロノゴアイコヲアツクモウシアゲマス       | 新年おめでとうございます、日頃のご愛顧を篤く申し上げます         |
| イチウ | ツツシンデシンネンヲオイワイモウシアゲマス                                 | 謹んで新年をお祝い申し上げます                                   |
| イノキ | アケマシテオメデトウゴザイマス、コトシコソサイリョウノトシデアリマスヨウニ | 明けましておめでとうございます、今年こそ最良の年でありますように |
| イフヒ | ツツシンデシンネンノゴアイサツヲモウシアゲ、マスマスゴハンエイヲイノリマス | 謹んで新年のご挨拶を申し上げ、益々ご繁栄を祈ります               |
| ハフヤ | ハルカミナミノハテカラシンネンヲオイワイモウシアゲマス                     | 遥か南の果てから新年をお祝い申し上げます                         |
| ハネタ | ツツシンデシンネンヲオイワイモウシアゲ、イチロゴヘイアンヲイノリマス       | 謹んで新年をお祝い申し上げ、一路ご平安を祈ります                 |
| ハヨマ | ヨウジョウハルカニ、シンネンノオヨロコビヲモウシアゲマス                   | 洋上遥かに、新年のお喜びを申し上げます                           |